# Amblyeleotris morishitai
Amblyeleotris morishitai  es una especie de peces de la familia de los Gobiidae en el orden de los Perciformes.

## Morfología
Los machos pueden llegar a alcanzar los 9,44 cm de longitud total.

## Distribución geográfica
Se encuentran en las Islas Ogasawara (Japón ).

## Observaciones
Es inofensivo para los humanos. 